# 10642 Charmaine
10642 Charmaine eller 1999 BF8 är en asteroid i huvudbältet som upptäcktes den 19 januari 1999 av de båda italienska astronomerna Andrea Boattini och Luciano Tesi vid Pian dei Termini-observatoriet. Den är uppkallad efter Charmaine Wilkerson, fru till en av upptäckarna.
Asteroiden har en diameter på ungefär 14 kilometer.